# 1596

## Esdeveniments
Països Catalans
Resta del món
- 10 de juny: els exploradors neerlandesos Willem Barents i Jacob van Heemskerk descobreixen l'illa de Bjørnøya, entre Noruega i les Svalbard.

## Naixements
Països Catalans
Resta del món
- 20 de setembre - Bruges (Comtat de Flandes), Olivier de Wree, dit Vredius, poeta, historiador, polític i mecenes.
- 31 de març - La Haye, França: René Descartes, filòsof.
- 3 de desembre - Cremona, Itàlia: Nicolò Amati, constructor de violins italià (m. 1684).
- 23 de setembre - Alkmaar, Països Baixos: Joan Blaeu, cartògraf holandès (m. 1673).

## Necrològiques
Països Catalans
Resta del món
- 28 de gener, Portobelo - Francis Drake, mariner, explorador i corsari anglès.